# انجمن اتومبیل آمریکا
انجمن اتومبیل آمریکا (انگلیسی: American Automobile Association) سازمان بیمه خودرو آمریکایی است، که در سال ۱۹۰۲ تأسیس شد.